# Complot terroriste de la Coupe du monde de football 1998
Le complot terroriste de la Coupe du monde de football 1998 est un attentat déjoué contre la Coupe du monde de football 1998 en France entre mars et mai 1998 découvert par les forces de l'ordre européennes. Plus de 100 personnes ont été arrêtées dans sept pays à la suite du complot. Organisé par le Groupe islamique armé (GIA) et soutenu par le chef d'Al-Qaïda Oussama ben Laden, le complot ciblait le match Angleterre contre Tunisie le 15 juin 1998 et impliquait l'infiltration du Stade Vélodrome de Marseille afin d'attaquer les joueurs et les spectateurs pendant le match. Il avait également pour objectif d'attaquer l'hôtel à Paris accueillant l'équipe nationale des États-Unis, puis de détourner un avion et de l'écraser dans la centrale nucléaire de Civaux près de Poitiers.

## Raids et arrestations
Le suspect initial du complot était le franco-algérien Farid Melouk, qui avait déjà été condamné par contumace à sept ans de prison en France pour son lien avec les attentats du métro de Paris et du RER de 1995. Melouk aurait été traqué par les services de renseignement après son entrée en Belgique, où il a été trouvé en contact avec Ahmed Zaoui (en) et une mosquée bruxelloise liée au GIA. Le 3 mars, après deux semaines de surveillance, cinquante policiers ont pris d'assaut une maison où Melouk logeait avec d'autres personnes impliquées dans le complot. Dix personnes, dont des ressortissants suédois et danois, ont été arrêtées lors du siège de 12 heures, au milieu d'une série de raids antiterroristes en Belgique. De grandes quantités d'explosifs liquides ont été trouvées pendant le raid, ainsi que des détonateurs, un fusil Kalachnikov, plusieurs armes de poing et des milliers de dollars américains en espèces. De plus, un grand nombre de documents, brochures et cartes relatives à la Coupe du monde ont été récupérés. Plus d'explosifs ont été découverts dans un raid de suivi d'une autre maison.
Le raid de mars faisait partie d'une opération de sécurité conjointe entre la Belgique, la France, la Suède, l'Italie et le Royaume-Uni. Malgré les premières déclarations belges niant les liens avec tout complot contre la Coupe du monde, le complot a été confirmé plus tard par le chef du contre-espionnage français. Melouk a été condamné à 9 ans de prison pour des accusations comprenant une tentative de meurtre. Début mai, huit militants présumés liés au complot ont été arrêtés au Royaume-Uni.
Le 26 mai, près de 100 personnes ont été arrêtées dans le cadre d'opérations coordonnées à travers la France, la Belgique, l'Italie, la Suisse et l'Allemagne. En France, 53 hommes dont des ressortissants algériens, français et tunisiens soupçonnés de liens avec l'ancien commandant du GIA Hassan Hattab ont été détenus dans 43 localités, y compris à Marseille, Paris, Lyon et en Corse. Environ 25 personnes ont été arrêtés et inculpés ou expulsés. Cinq algériens ont été arrêtés en Allemagne après des raids à travers plusieurs villes, dix en Belgique, deux en Suisse, six en Italie et beaucoup plus détenus. Le ministre de l'Intérieur français Jean-Pierre Chevènement a déclaré à la télévision française après les arrestations que les enquêteurs avaient trouvé des preuves de complots pour attaquer la Coupe du monde. Des accessoires islamistes et 150 000 $ en espèces ont été trouvés pendant les raids, mais pas d'explosifs ni d'armes. Certaines sources policières ont dit que l'un des objectifs des raids de mai était d'écraser les réseaux de soutien du GIA. Selon le magistrat antiterroriste Jean-Louis Bruguière, les raids de mai étaient une mesure préventive pour protéger le tournoi.

## Conséquences
Le complot impliquait des terroristes infiltrant le Stade Vélodrome de Marseille en tant qu'équipage du stade, afin d'attaquer des joueurs et des spectateurs anglais lors du match Angleterre-Tunisie le 15 juin. Bien qu'Oussama Ben Laden ait une place louée dans les gradins de l'Arsenal Football Club, il voulait détruire le football anglais. Les terroristes auraient prévu de faire sauter le banc de remplacement de l'Angleterre (ciblant les jeunes David Beckham et Michael Owen), de tirer sur les joueurs anglais et de lancer des grenades dans les gradins. D'autres terroristes devaient alors prendre d'assaut l'hôtel de l'équipe nationale américaine à Paris et attaquer les joueurs américains qui y regardaient le match. Les attaques seraient suivies par un autre groupe de terroristes qui détourneraient un avion et l'écraseraient dans la centrale nucléaire de Civaux près de Poitiers , provoquant une fusion nucléaire.
Les détails ou même l'existence du complot ont été tenus secrets pour les gestionnaires, les joueurs et les médias, mais étaient connus de la sécurité, y compris du personnel de la fédération anglaise de football (FA). En 2009, le directeur de l'Angleterre en 1998, Glenn Hoddle, a révélé qu'il n'avait été informé du complot que "des années plus tard", tandis que le directeur des communications de la FA en 1998, David Davies (en), a déclaré qu'il avait été informé du complot avant le match par la FA par le chef de la sécurité Brian Hayes. Le match a été autrement gâché par des émeutes de supporters à Marseille, avec des véhicules britanniques sur lesquels ont été jetées des briques tandis que des bouteilles étaient jetées à travers les rues, provoquant l'utilisation de gaz lacrymogène par la police alors qu'un grand nombre de supporters étaient blessés et arrêtés.
Bien qu'organisé par des membres du GIA, le complot aurait eu le soutien du chef d'al-Qaïda Oussama ben Laden. Laden a financé et aidé à l'élaboration du plan d'assassinat, a promis de fournir un soutien financier supplémentaire pour la mise en œuvre et les armes et a participé à la formation d'individus clés du GIA dans un camp d'entraînement d'Al-Qaïda. Selon le biographe de Ben Laden Yossef Bodansky (en), le complot de la Coupe du monde déjoué était l'une des raisons pour lesquelles les «réseaux terroristes dormants» responsables des attentats à la bombe contre l'ambassade des États-Unis d'août 1998 ont été «réactivés».
Un complot terroriste contre le championnat d'Europe de football 2000 a été découvert après que les services de renseignement néerlandais ont intercepté des appels passés entre des membres du GIA depuis les prisons françaises. Trois hommes ont été détenus dans les prisons françaises à la suite du complot et trois ont été arrêtés par la suite aux Pays-Bas. Un des prisonniers français détenus pour le complot était Adel Mechat, qui a servi 6 ans après avoir été arrêté en Allemagne et extradé vers la France dans le cadre des raids de la Coupe du monde de 1998.
La nuit précédant le tout premier match de football entre la France et l'Algérie en octobre 2001, la police a saisi des explosifs et arrêté quatre militants islamistes soupçonnés d'avoir ciblé le match après qu'un appel téléphonique avait été intercepté avec des avertissements de rester à l'écart du Stade de France. Les autres articles récupérés comprenaient des gilets pare-balles et des manuels sur les explosifs. Le match lui-même a été gâché par la controverse et a finalement été arrêté après 15 minutes après que les fans algériens ont pris d'assaut le terrain.